# Sovetsk (Kaliningrado)
Sovetsk (en ruso: Советск), conocida de manera oficial hasta 1946 como Tilsit (en alemán: Tilsit; en lituano: Tilžė, en polaco: Tylża) es una ciudad en el margen sur del río Niemen, que forma parte y es el centro administrativo del distrito de Sovetsk en el óblast de Kaliningrado, Rusia. Su población es de 41.705 habitantes en 2010.

## Geografía
Sovetsk se encuentra en la región histórica de Lituania Menor en la confluencia de los ríos Tilse y Nieman. Panemunė en Lituania fue anteriormente un suburbio de la ciudad; después de la derrota de Alemania en la Primera Guerra Mundial, el suburbio trans-Neman se separó de Tilsit (con el resto de la región de Klaipėda) en 1920.

### Clima
Sovetsk tiene un clima oceánico (Cfb en la clasificación climática de Köppen), o un clima continental húmedo (Dfb).
| Parámetros climáticos promedio de Sovetsk                                              | Parámetros climáticos promedio de Sovetsk | Parámetros climáticos promedio de Sovetsk | Parámetros climáticos promedio de Sovetsk | Parámetros climáticos promedio de Sovetsk | Parámetros climáticos promedio de Sovetsk | Parámetros climáticos promedio de Sovetsk | Parámetros climáticos promedio de Sovetsk | Parámetros climáticos promedio de Sovetsk | Parámetros climáticos promedio de Sovetsk | Parámetros climáticos promedio de Sovetsk | Parámetros climáticos promedio de Sovetsk | Parámetros climáticos promedio de Sovetsk | Parámetros climáticos promedio de Sovetsk |
| Mes                                                                                    | Ene.                                      | Feb.                                      | Mar.                                      | Abr.                                      | May.                                      | Jun.                                      | Jul.                                      | Ago.                                      | Sep.                                      | Oct.                                      | Nov.                                      | Dic.                                      | Anual                                     |
| -------------------------------------------------------------------------------------- | ----------------------------------------- | ----------------------------------------- | ----------------------------------------- | ----------------------------------------- | ----------------------------------------- | ----------------------------------------- | ----------------------------------------- | ----------------------------------------- | ----------------------------------------- | ----------------------------------------- | ----------------------------------------- | ----------------------------------------- | ----------------------------------------- |
| Temp. máx. media (°C)                                                                  | -0.6                                      | 0.7                                       | 5.4                                       | 12.3                                      | 17.5                                      | 20.2                                      | 22.8                                      | 22                                        | 17.5                                      | 11.1                                      | 6                                         | 2.1                                       | 11.4                                      |
| Temp. media (°C)                                                                       | -2.7                                      | -1.8                                      | 1.8                                       | 7.8                                       | 13.1                                      | 16.4                                      | 19                                        | 18.3                                      | 14                                        | 8.4                                       | 4.2                                       | 0.4                                       | 8.2                                       |
| Temp. mín. media (°C)                                                                  | -5                                        | -4.5                                      | -1.8                                      | 2.9                                       | 8                                         | 11.8                                      | 14.8                                      | 14.4                                      | 10.5                                      | 5.8                                       | 2.3                                       | -1.4                                      | 4.8                                       |
| Precipitación total (mm)                                                               | 59                                        | 50                                        | 51                                        | 46                                        | 56                                        | 75                                        | 95                                        | 83                                        | 65                                        | 68                                        | 60                                        | 57                                        | 765                                       |
| Fuente: https://en.climate-data.org/asia/russian-federation/kaliningrad/sovetsk-12841/ |                                           |                                           |                                           |                                           |                                           |                                           |                                           |                                           |                                           |                                           |                                           |                                           |                                           |

## Historia

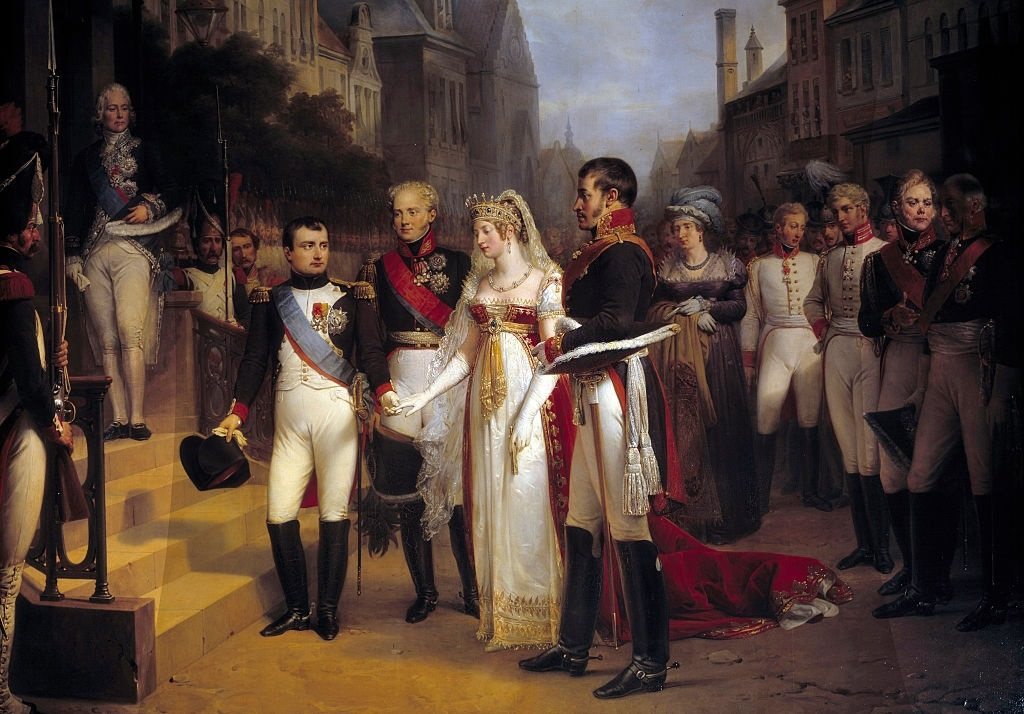
Napoleón recibe a la reina de Prusia en Tisit, pintura de Nicolas Gosse (1807)

Tilsit, que recibió derechos cívicos de Alberto I de Prusia en 1552, se desarrolló alrededor de un castillo de la Orden Teutónica, conocido como Schalauer Haus, fundado en 1288. En 1454, el rey Casimiro IV Jagellón incorporó la región al reino de Polonia sobre la petición de la Confederación Prusiana antiteutónica. Después de la posterior guerra de los Trece Años (1454-1466), el asentamiento era parte de Polonia como feudo de la Orden Teutónica y, por lo tanto, estaba ubicado dentro de la unión polaco-lituana, más tarde elevada a la República de las Dos Naciones.
En el invierno de 1678-1679, durante la guerra de Escania, la ciudad fue ocupada por Suecia. Desde el siglo XVIII, formó parte del reino de Prusia. Durante la Guerra de los Siete Años, entre 1757 y 1762, la ciudad estuvo bajo control ruso. Posteriormente volvió a caer en manos de Prusia, y desde 1871 también formó parte del Imperio alemán.
Los tratados de Tilsit se firmaron aquí en julio de 1807, cuyos preliminares fueron resueltos por los emperadores Alejandro I de Rusia y Napoleón I de Francia en una balsa amarrada en el río Nieman. Este tratado, que creó el reino de Westfalia y el Gran ducado de Varsovia, completó la humillación de Napoleón del reino de Prusia, cuando fue despojado de la mitad de sus dominios. Tres días antes de su firma, la reina prusiana Luisa (1776-1810) trató de persuadir a Napoleón en una conversación privada para aliviar sus duras condiciones en Prusia; aunque sin éxito, el esfuerzo de Luisa la hizo querer por el pueblo prusiano. Hasta 1945, una lápida de mármol marcaba la casa en la que residían el rey Federico Guillermo III de Prusia y la reina Luisa. 
Durante el siglo XIX, cuando se prohibió el idioma lituano en caracteres latinos dentro del Imperio ruso, Tilsit era un centro importante para la impresión de libros lituanos que luego los knygnešiai (contrabandistas de libros lituanos) pasaba de contrabando a la parte de Lituania controlada por Rusia. En general, Tilsit prosperó y fue una importante ciudad prusiana. El Diccionario Geográfico del Reino de Polonia de 1892 se refirió a la ciudad como la capital de Lituania Menor. La población lituana local estuvo sujeta a la germanización, lo que resultó en una disminución en la proporción de lituanos en la población de la ciudad. En 1884, los lituanos constituían el 13% de la población de la ciudad. Para 1900 contaba con tranvías eléctricos y 34.500 habitantes; una línea ferroviaria directa lo unía con Königsberg (Kaliningrado) y Labiau (Polessk) y los vapores atracaban allí todos los días. Según el censo de Prusia de 1905, la ciudad de Tilsit tenía una población de 37.148, de los cuales el 96% eran alemanes y el 4% lituanos. El puente fue construido en 1907 y reconstruido en 1946. La ciudad fue ocupada por tropas rusas entre el 26 de agosto de 1914 y el 12 de septiembre de 1914 durante la Primera Guerra Mundial. Los líderes de los lietuvininks (lituanos prusianos) firmaron aquí el Acta de Tilsit (1918).

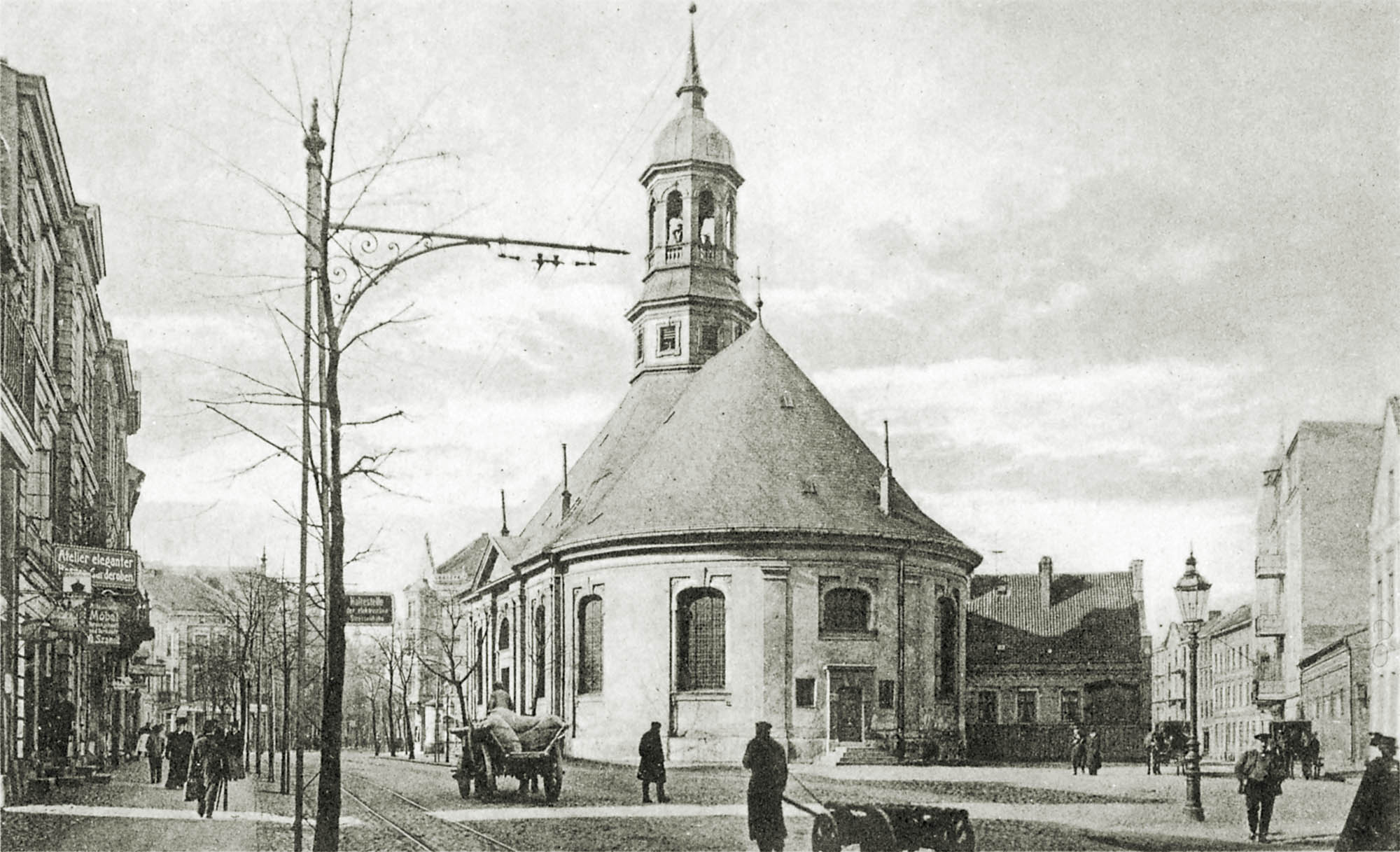
Iglesia lituana de Tilsit, entre los años 1910 y 1930

Hitler visitó la ciudad justo antes de la Segunda Guerra Mundial y le tomaron una foto en el famoso puente sobre el río Nieman. Durante la guerra, los polacos expulsados de la Polonia ocupada por los alemanes fueron esclavizados para trabajos forzados en las cercanías de la ciudad. Tilsit fue ocupada por el Ejército Rojo el 20 de enero de 1945 y fue anexionada por la Unión Soviética en 1945. Los alemanes restantes que no habían evacuado fueron posteriormente expulsados de acuerdo con el Acuerdo de Potsdam y reemplazados por ciudadanos soviéticos. La ciudad pasó a llamarse Sovetsk en honor al gobierno soviético.
La Sovetsk moderna ha tratado de aprovechar la tradición de producción de queso de Tilsit (queso Tilsit), pero el nuevo nombre ("queso Sovetsk") no ha heredado la reputación de su predecesor. El norte de Prusia Oriental con Sovetsk fue sellado herméticamente como óblast de Kaliningrado por razones militares. Se establecieron principalmente rusos del centro de Rusia y del área del actual Distrito federal del Volga, así como bielorrusos.
Desde la disolución de la Unión Soviética en 1991, ha habido cierta discusión sobre la posibilidad de restaurar el nombre original de la ciudad. En 2010, el entonces gobernador del óblast de Kaliningrado, Georgi Boos, del gobernante partido Rusia Unida, propuso restaurar el nombre original y combinar la ciudad con los distritos de Neman y Slavsk para formar un nuevo distrito de Tilsit. Boos enfatizó que esta medida estimularía el desarrollo y el crecimiento económico, pero que solo podría ocurrir a través de un referéndum. El Partido Comunista de Rusia se opuso a la idea; en particular, Igor Revin, secretario del Partido Comunista de Kaliningrado, acusó a Boos y a Rusia Unida de germanofilia.
En abril de 2007, se endurecieron las restricciones gubernamentales sobre las visitas a las zonas fronterizas, y para los extranjeros y los rusos que vivían fuera de la zona fronteriza, viajar a las zonas de Sovetsk y Bagrationovsk requería un permiso previo del Servicio de Guardia Fronteriza (en algunos casos, hasta 30 días antes). Se alegó que este procedimiento ralentizó el desarrollo de estos pueblos fronterizos potencialmente prósperos. En junio de 2012 se levantaron estas restricciones (la única zona restringida es la ribera del río Nieman), lo que dio un impulso al turismo local e internacional.

## Demografía
En el pasado la mayoría de la población estaba compuesta por alemanes, pero tras el fin de la Segunda Guerra Mundial fueron expulsados a Alemania y se repobló con rusos. Según el censo de 2010, el 86,7% de la población son rusos; el 3,5% son ucranianos; el 3,3% son lituanos y el 2,7% son bielorrusos.
| Gráfica de evolución de Sovetsk entre 1816 y 2010 |
|                                                   |

## Infraestructura

### Arquitectura y monumentos

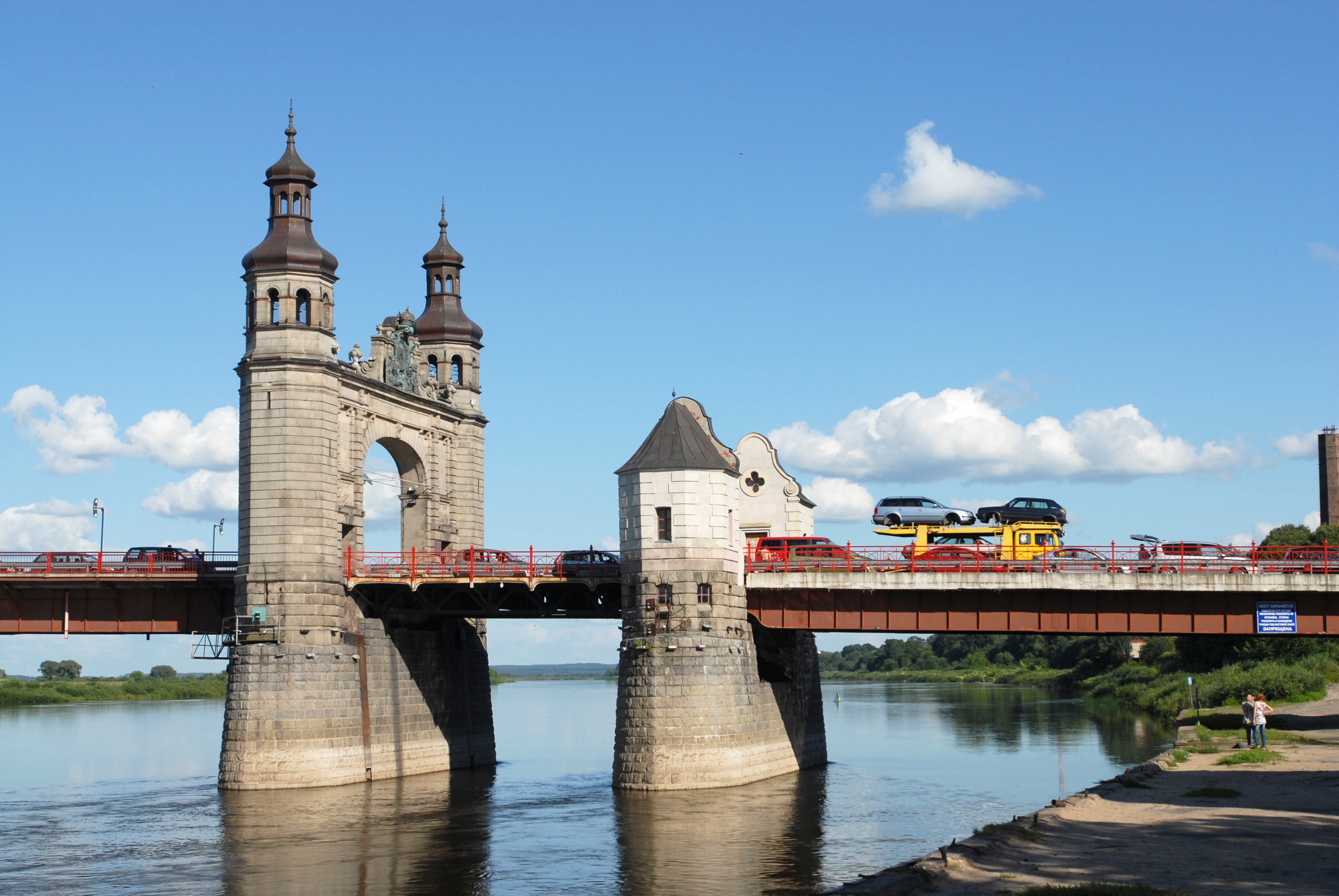
Puente de la reina Luisa

Muchos de los edificios de la ciudad fueron destruidos durante la Segunda Guerra Mundial. Sin embargo, el casco antiguo todavía incluye varios edificios del periodo alemán, incluidos los de estilo Jugendstil. El puente de la reina Luisa, que ahora conecta la ciudad con Panemunė en Lituania, conserva un arco, todo lo que queda de una estructura de puente anterior a la guerra más compleja construida en 1907. El retrato tallado en relieve de la reina Luisa sobre el arco todavía existe; sin embargo, la inscripción alemana "KÖNIGIN LUISE-BRÜCKE" fue eliminada después de que los soviéticos se apoderaran de la ciudad. La ciudad tiene y tuvo numerosos templos luteranas, como la iglesia alemana de Tilsit o Deutsche Kirche (construida en el siglo XVII que fue dañada durante la guerra y demolida en 1965), la iglesia lituana de Tilsit o Litauische Kirche (templo del siglo XVIII, demolido tras un incendio de 1951), la iglesia de la cruz (construido en estilo neogótico y en la década de 1970, se modificó como edificio de fábrica) o la iglesia reformada (otro templo neogótico, demolido en tiempos soviéticos y del que sólo queda la torre); en 1996, se construyó la iglesia ortodoxa de Sovetsk.

### Transporte
La ciudad tiene un puerto fluvial, varios astilleros y uno de los principales cruces fronterizos por carretera entre Rusia y Lituania en la ruta Kaliningrado-Riga. Hay conexiones ferroviarias a Cherniajovsk (Insterburgo), a Kaliningrado y al cercano Neman (Ragnit, solo para tráfico de mercancías). La conexión ferroviaria con la vecina Lituania se ha cerrado.

## Personajes ilustres
- Daniel Klein (1609-1666): pastor y erudito luterano, conocido por escribir el primer libro de gramática del idioma lituano.
- Max von Schenkendorf (1783-1817): poeta y autor alemán.
- Franz Julius Ferdinand Meyen (1804-1840): médico, botánico y zoólogo alemán, que en 1830 escribió Phytotomie, la primera revisión de anatomía vegetal.
- Hans Victor von Unruh (1806-1886): funcionario y político prusiano, presidente de la Asamblea Nacional Prusiana de 1848 y miembro del Reichstag del Imperio alemán.
- Wilhelm Voigt (1849-1922): zapatero de Prusia Oriental, famoso impostor conocido bajo el nombre de Hauptmann von Köpenick.
- Margarete Poehlmann (1856-1923): educadora y política alemana, destacada en el Movimiento de Mujeres Alemanas durante el Imperio alemán y política del Partido Popular Alemán.
- Gustaf Kossinna (1858-1931): lingüista alemán y profesor de Arqueología de la Universidad de Berlín.
- Johanna Wolff (1858-1943): popular escritora alemana.
- Max Scherwinsky (1859-1909): arquitecto de origen alemán, que dedicó la mayor parte de su vida a Riga.
- Emil Wiechert (1861-1928): físico y geofísico alemán, profesor en la Universidad de Gotinga y ideólogo del primer modelo verificable de las capas de la estructura interna de la Tierra.
- Raphael Friedeberg (1863-1940): físico alemán, que también fue un político del SPD y anarcosocialista.
- Max Gülstorff (1882-1947): actor y directo escénico alemán.
- Walter Weiß (1890-1967): general alemán durante la II Guerra Mundial, que en 1945 pasó a ser jefe del Grupo de Ejércitos Norte en el frente oriental.
- Franz Abromeit (1907-1964): oficial alemán de la SS bajo las órdenes de Adolf Eichmann.
- Joachim Sadrozinski (1907-1944): oficial del Ejército alemán que tomó parte en el complot del 20 de julio.
- Johannes Bobrowski (1917-1965): narrador y poeta alemán.
- Werner Abrolat (1924-1997):  actor y actor de voz alemán, principalmente destacado por su papel en la serie dramática Tatort.
- Armin Mueller-Stahl (1930): actor alemán, conocido por sus papeles en películas como Ángeles y demonios, El pacificador, The Game o La caja de música.
- Sabine Bethmann (1931): actriz de cine alemana, popular por películas de Fritz Lang como El trigre de Esnapur.
- Jürgen Kurbjuhn (1940-2014): futbolista alemán que jugó como defensa (entre otros, en el Hamburgo SV).
- Klaus-Dieter Sieloff (1942-2011): futbolista alemán que jugó como defensa y fue internacional en 14 ocasiones con la selección de fútbol de Alemania Occidental.
- John Kay (1944): cantante germano-canadiense, vocalista, compositor y guitarrista de la banda Steppenwolf.
- Edgar Froese (1944-2015): artista y músico alemán, fundador y miembro principal del grupo pionero de música electrónica Tangerine Dream.

## Galería

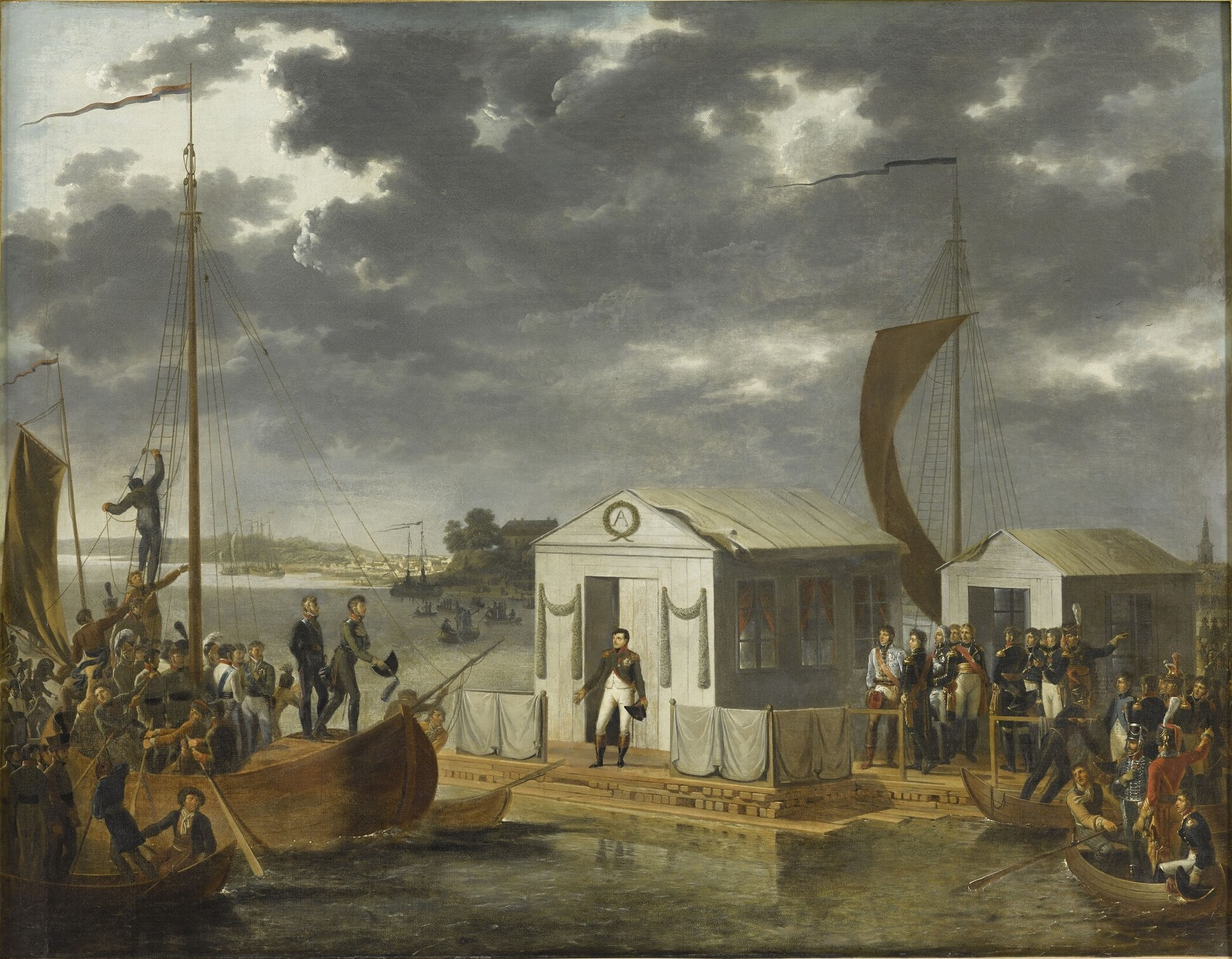
Tratado de Tilsit (1807), pintura de Adolphe Roehn
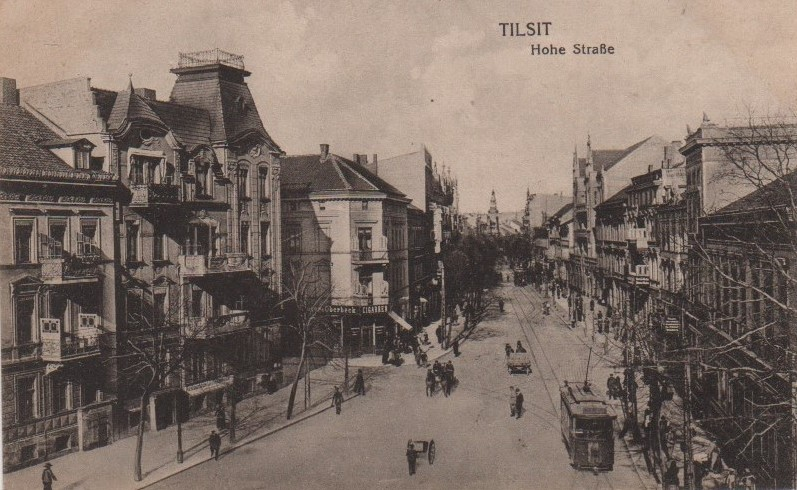
Calle principal de Tilsit hacia 1910
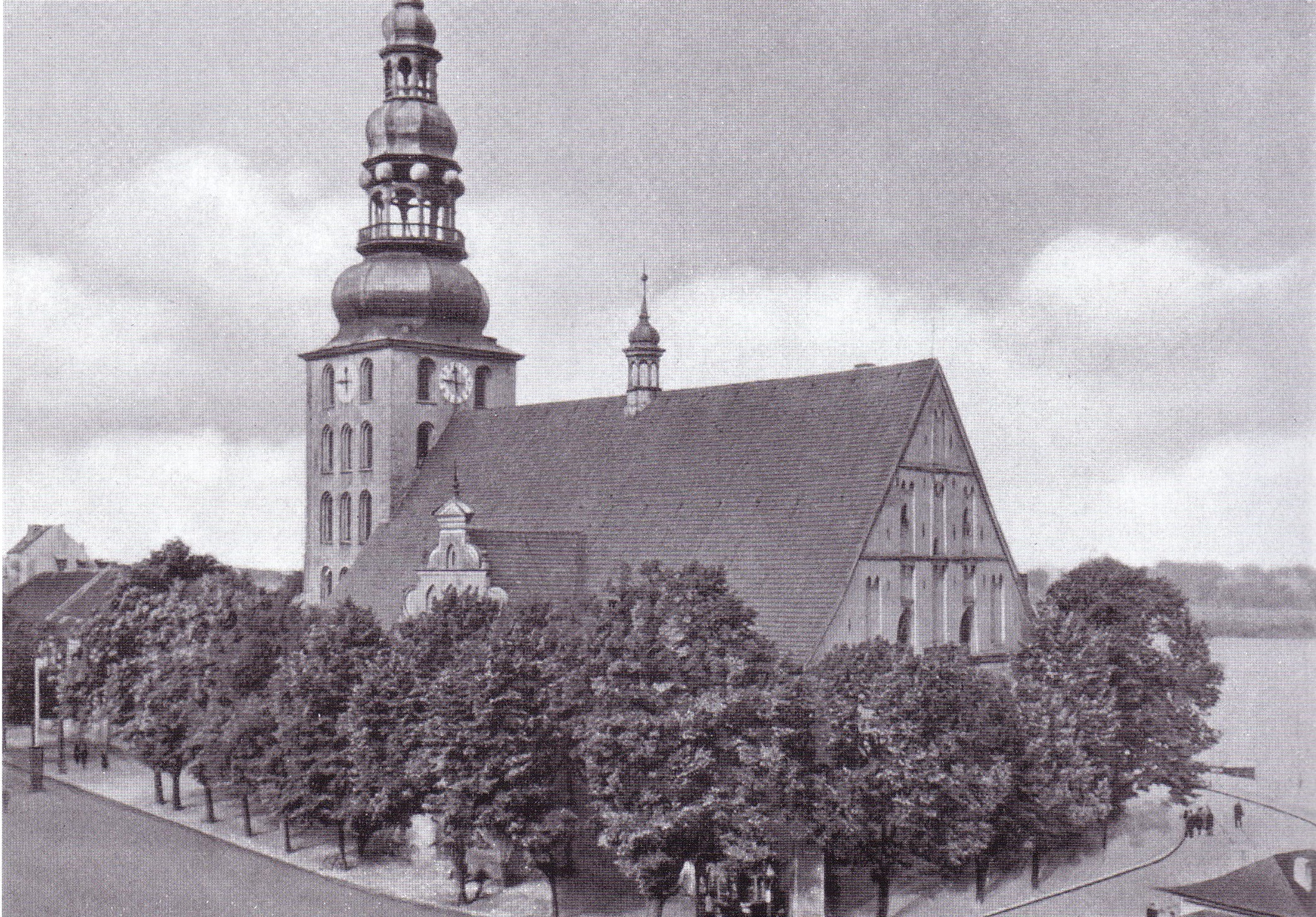
Antigua iglesia alemana de Tilsit hacia 1910
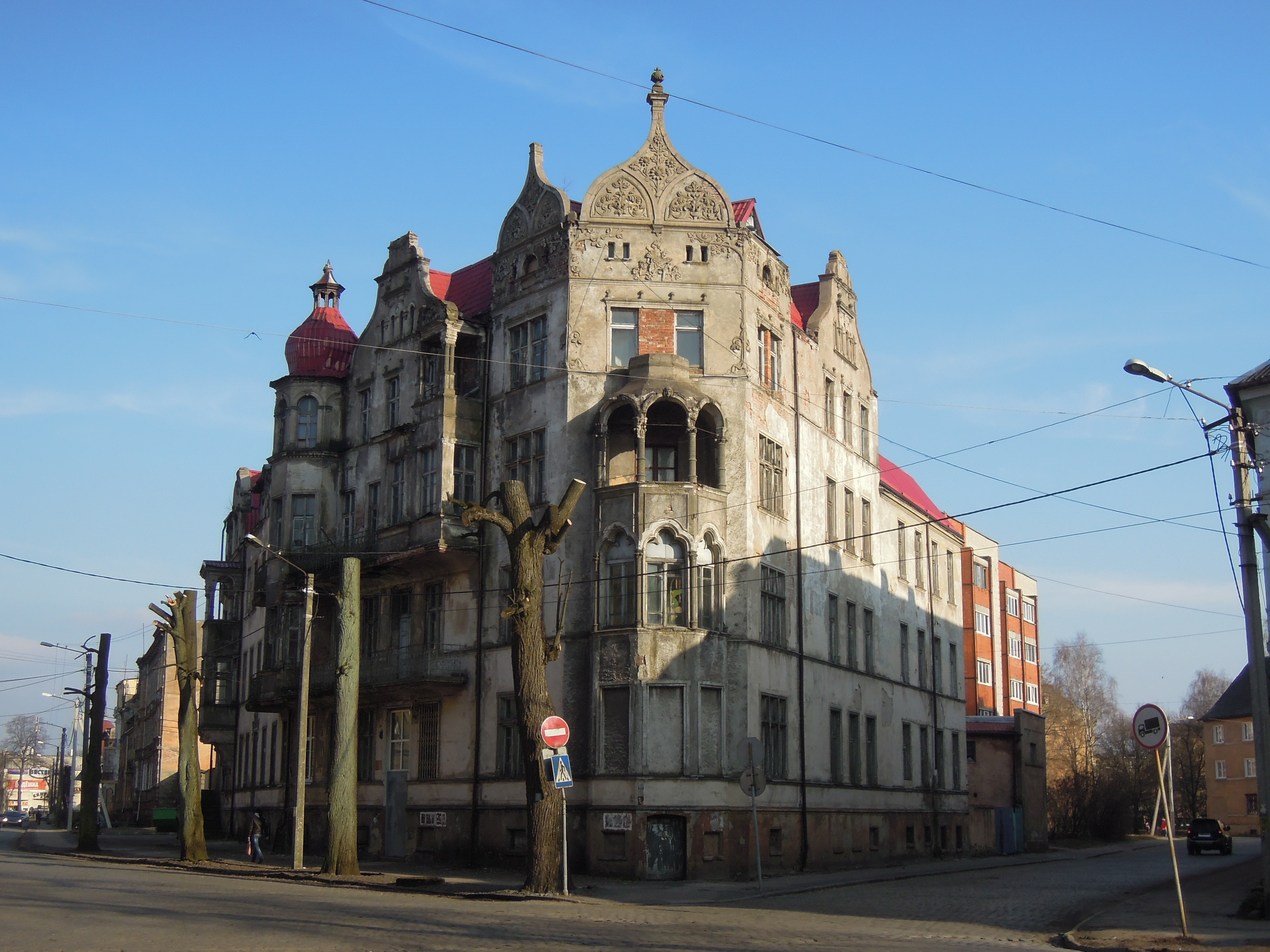
Edificio Jugendstil en Sovetsk, que también es el lugar de nacimiento del actor alemán Armin Mueller-Stahl y que ha sido un edificio catalogado desde 2010
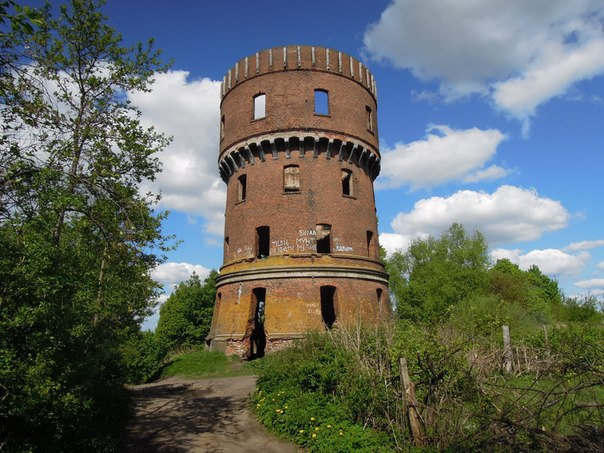
Torre del agua de Tilsit
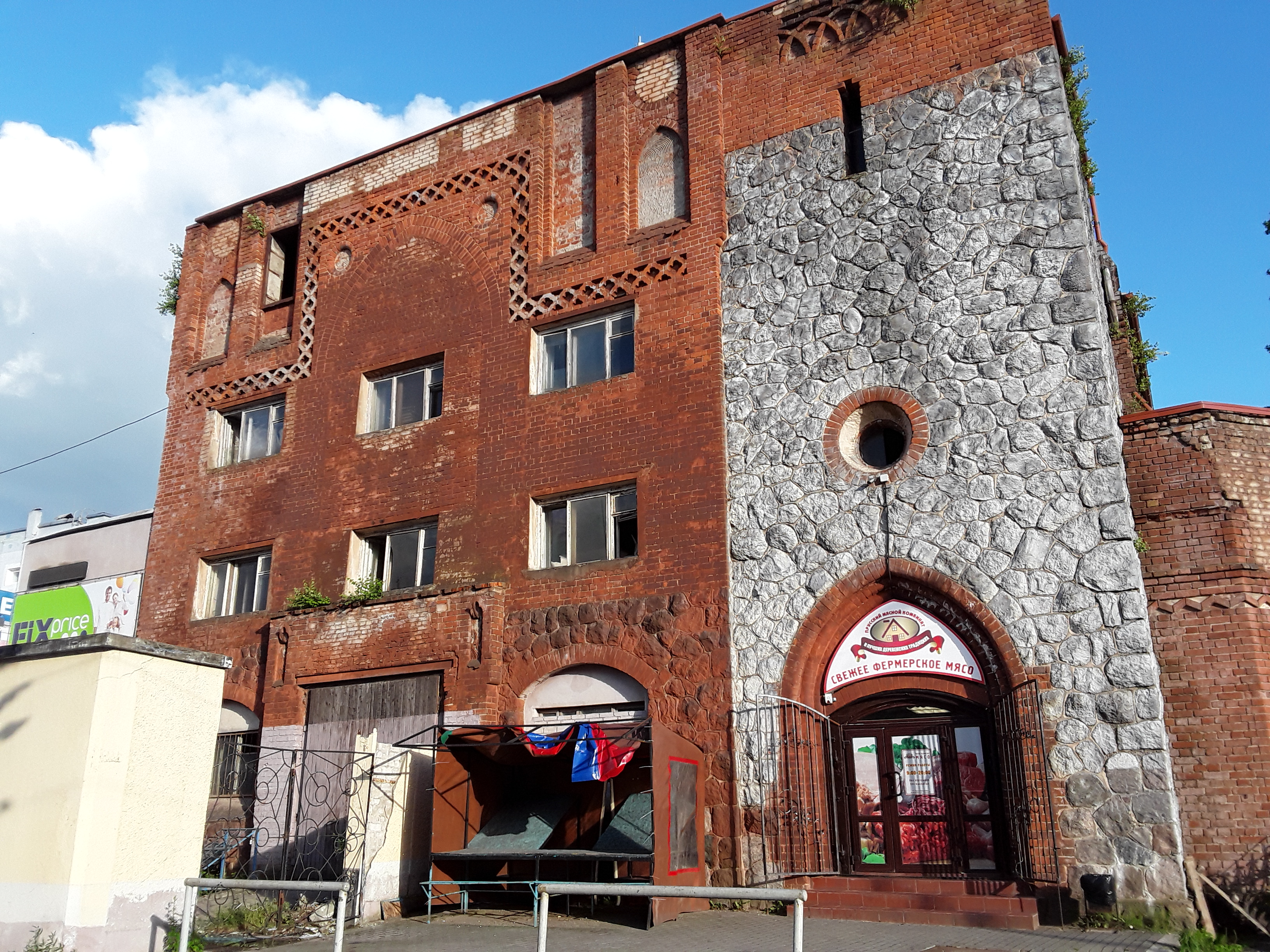
Antigua iglesia de la cruz o Kreuzkirche
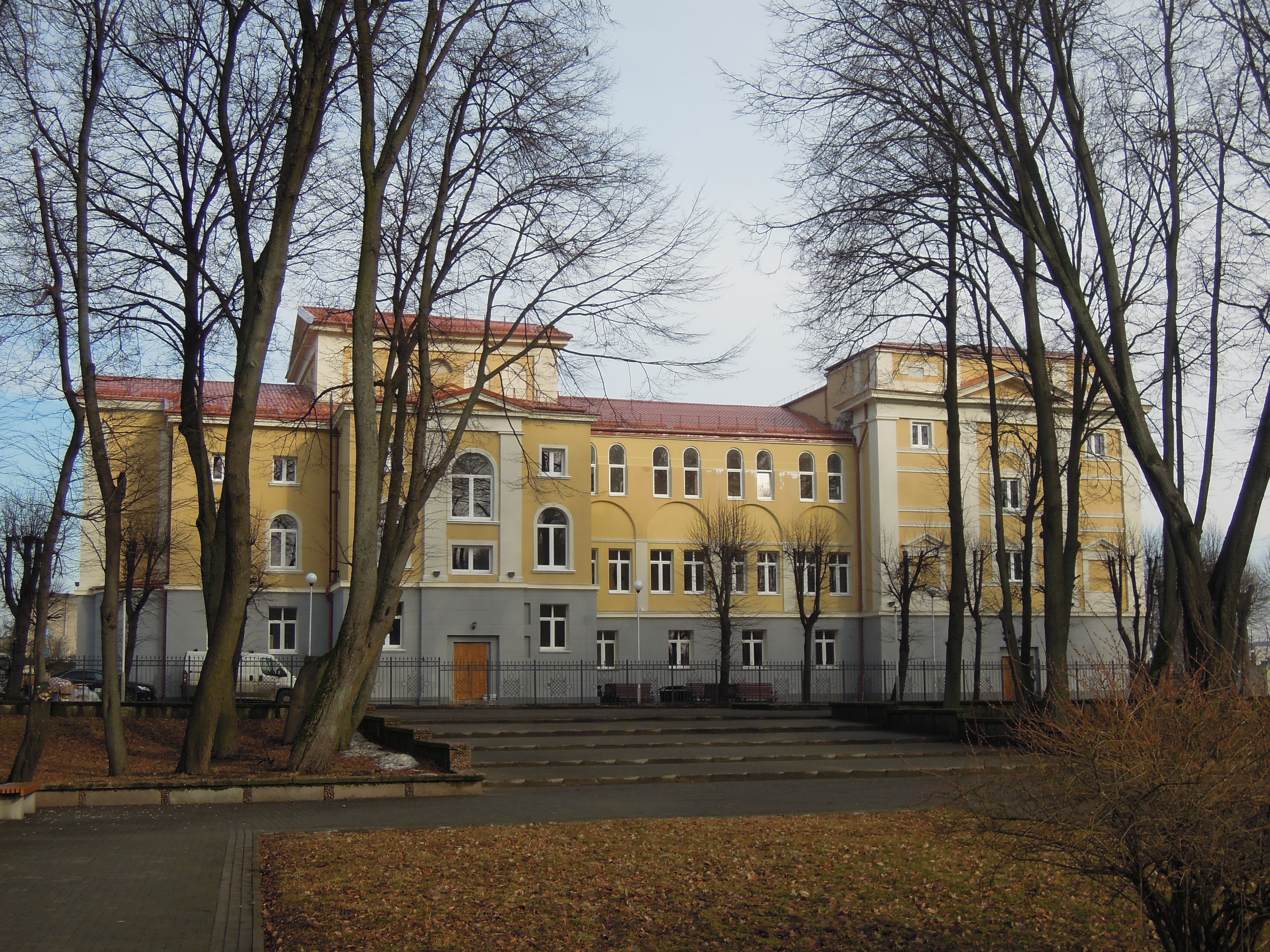
Teatro Tilsit
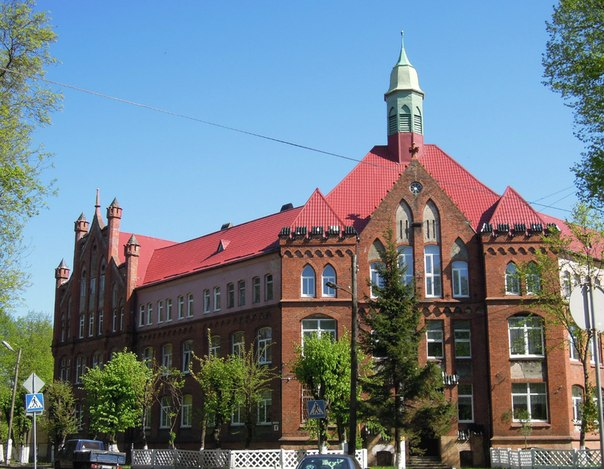
Internado de Sovetsk
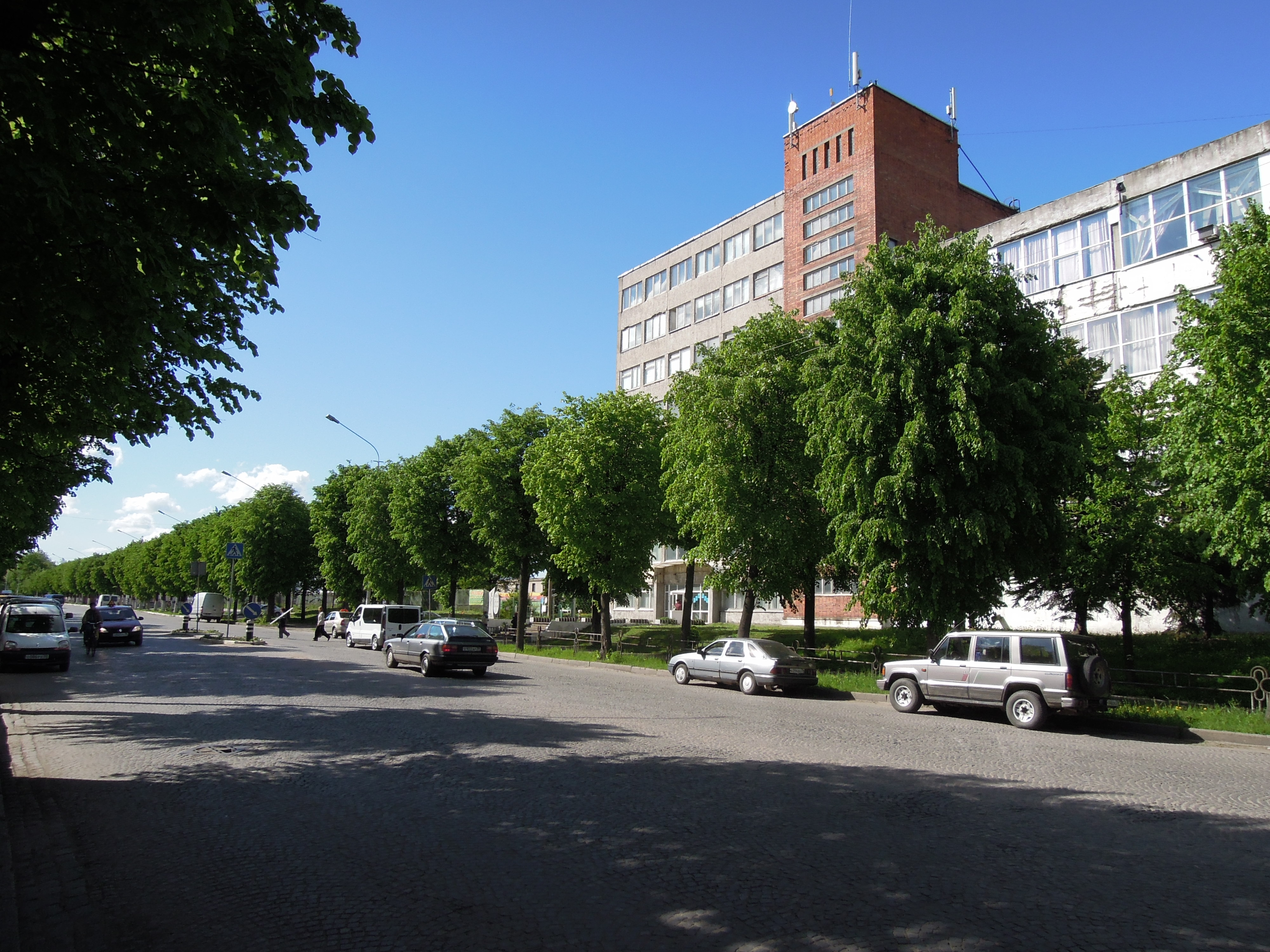
Calle Gagarin, Sovetsk

## Ciudades hermanadas
Sovetsk está hermanada con las siguientes ciudades:
- Kiel, Schleswig-Holstein, Alemania
- Považská Bystrica, Eslovaquia
- Pagėgiai, Lituania
- Šilalė, Lituania
- Tauragė, Lituania
- Bełchatów, Polonia (hasta 2022).[11]
- Iława, Polonia[12]
- Lidzbark Warmiński, Polonia